# Eric Hampson
Eric Hampson (sinh ngày 11 tháng 11 năm 1921) là một cựu cầu thủ bóng đá người Anh thi đấu ở Football League cho Stoke City.

## Sự nghiệp
Hampson sinh ra ở Stoke-on-Trent và gia nhập Stoke City từ đội bóng góp đội địa phương Summerbank trong Thế chiến thứ II. He nhập ngũ năm 1944 và trở lại Stoke năm 1948 nơi ông chỉ có 8 lần ra sân trong 4 mùa giải trước khi đến đội bóng non-league Stafford Rangers.

## Thống kê sự nghiệp
| Câu lạc bộ     | Mùa giải       | Giải vô địch   | Giải vô địch | Giải vô địch | Cúp FA | Cúp FA | Tổng | Tổng |
| Câu lạc bộ     | Mùa giải       | Hạng đấu       | Trận         | Bàn          | Trận   | Bàn    | Trận | Bàn  |
| -------------- | -------------- | -------------- | ------------ | ------------ | ------ | ------ | ---- | ---- |
| Stoke City     | 1948–49        | First Division | 1            | 0            | 0      | 0      | 1    | 0    |
| Stoke City     | 1949–50        | First Division | 1            | 0            | 0      | 0      | 1    | 0    |
| Stoke City     | 1950–51        | First Division | 1            | 0            | 0      | 0      | 1    | 0    |
| Stoke City     | 1951–52        | First Division | 5            | 0            | 0      | 0      | 5    | 0    |
| Tổng sự nghiệp | Tổng sự nghiệp | Tổng sự nghiệp | 8            | 0            | 0      | 0      | 8    | 0    |